# Sturgis (Michigan)
Sturgis ist eine Stadt im St. Joseph County von Michigan in den Vereinigten Staaten. Laut dem United States Census Bureau hat die Stadt eine Gesamtfläche von 17,5 km² mit 10.861 Einwohnern im Jahr 2019.

## Geschichte
Im Jahr 1827 kam Richter John Sturgis in das Gebiet des St. Joseph Valley im südlichen Michigan-Territorium und ließ sich im heutigen Sturgis nieder. Der ursprüngliche Standort seines Hauses kann im Pioneer Park besichtigt werden, der von der Stadt Sturgis unterhalten wird. Die Legende besagt, dass Sturgis als Name für die Stadt gewählt wurde, weil Mrs. John Sturgis eine Pfanne mit Keksen backte und sie an einen Vermessungstrupp in der Nähe ihrer Hütte schickte. Lewis Cass, der später Gouverneur wurde, war Teil dieses Vermessungstrupps. Als die Zeit kam, der Stadt einen Namen zu geben, erinnerte sich Gouverneur Cass an die Kekse und bestand darauf, dass die Stadt Sturgis heißen sollte. Im Jahr 1896 wurde Sturgis offiziell zur Stadt.

## Demografie
Nach einer Schätzung von 2019 leben in Sturgis 10.861 Menschen. Die Bevölkerung teilt sich auf in 87,6 % Weiße, 0,9 % Afroamerikaner, 1,2 % amerikanische Ureinwohner, 3,5 % mit zwei oder mehr Ethnizitäten. Hispanics und Latinos aller Ethnien machten 24,9 % der Bevölkerung aus. Das mittlere Haushaltseinkommen lag bei 41.630 US-Dollar und die Armutsquote bei 26,4 %.

## Wirtschaft
In Sturgis befindet sich das Hauptwerk von Abbott Nutrition, einem der weltgrößten Hersteller von klinischer Ernährung für Erwachsene und größten US-Hersteller von Instant-Säuglingsnahrung.

## Verkehr
Sturgis liegt an der Kreuzung von U.S. Highway 12 und der M-66. Sturgis wird von der Michigan Southern Railroad Company für den kommerziellen Eisenbahnverkehr bedient. Das historische Sturgis Train Depot, das 1895 erbaut wurde, ist eines der ältesten Bahndepots in West Michigan.
Die Stadt besitzt und betreibt den Kirsch Municipal Airport (KIRS), der sich in der nordöstlichen Ecke der Stadt befindet. Kirsch Municipal ist ein Flughafen für die allgemeine Luftfahrt und verfügt über zwei Landebahnen.

## Partnerstädte
- Wiesloch, Deutschland[5]

## Söhne und Töchter der Stadt
- Perle Mesta (1889–1975), Diplomatin
- Paul Weatherwax (1900–1960), Schauspieler
- Verne Troyer (1969–2018), Schauspieler
- Marlin Stutzman (* 1976), Politiker
- Rachel Gomez (* 1996), Volleyballspielerin